# Dumy
Dumy (ukrainisch Думи; russisch Думы, polnisch Dumy) ist ein Dorf im Westen des Rajon Schowkwa in der ukrainischen Oblast Lwiw. Die Einwohnerzahl beträgt 152 Personen (2001).
Am 12. Juni 2020 wurde das Dorf ein Teil der neu gegründeten Stadtgemeinde Rawa-Ruska im Rajon Lwiw, bis dahin war es ein Teil der Landratsgemeinde Nowa Kamjanka im Rajon Schowkwa.
Dumy befindet sich 3 km westlich vom Gemeindezentrum, 28 km nordwestlich vom ehemaligen Rajonzentrum Schowkwa und 54 km nordwestlich vom Oblastzentrum Lwiw.
Südlich vom Dorf verläuft die ukrainische Fernstraße M 09.

## Geschichte
Bis zur Mitte des 19. Jahrhunderts gehörte diese Ortschaft zur Landratsgemeinde Lypnyk, welche ein Teil des damaligen Dorfes Kamjanka-Woloska war.